# Carlo Ancelotti
Carlo Ancelotti (Reggiolo, 10 giugno 1959) è un allenatore di calcio ed ex calciatore italiano, di ruolo centrocampista, commissario tecnico della nazionale brasiliana.
Da giocatore ha esordito in Serie C nel Parma, per poi passare prima alla Roma, con cui ha vinto un campionato italiano e quattro Coppe Italia, e poi al Milan, con cui ha conquistato due scudetti, una Supercoppa italiana, due Coppe dei Campioni, due Supercoppe UEFA e due Coppe intercontinentali.
Dopo aver ricoperto l'incarico di vice dell'ex commissario tecnico della nazionale italiana Arrigo Sacchi, ha iniziato la carriera di allenatore nel 1995 alla Reggiana, in Serie B. In seguito ha allenato Parma (1996-1998), Juventus (1999-2001) e Milan (2001-2009). Alla guida del club di Torino ha vinto una Coppa Intertoto UEFA nel 1999 mentre, alla guida della squadra rossonera, ha vinto uno scudetto, una Coppa Italia, una Supercoppa italiana, due UEFA Champions League, due Supercoppe UEFA e una Coppa del mondo per club FIFA. Tra il 2009 e il 2011 è stato sulla panchina del Chelsea, aggiudicandosi un campionato inglese e una FA Cup. Dal 2011 al 2013 è allenatore del Paris Saint-Germain, con cui ha vinto un campionato francese. Nell'estate del 2013 è stato ingaggiato dal Real Madrid, con cui si è aggiudicato la Coppa del Re, la UEFA Champions League, la Supercoppa UEFA e la Coppa del mondo per club FIFA. Approdato al Bayern Monaco nel 2016, con i bavaresi ha vinto un campionato tedesco e due Supercoppe di Germania. Dopo un anno sabbatico, tra il 2018 e il 2021 ha allenato prima il Napoli e poi l'Everton. Dal 2021 siede nuovamente sulla panchina del Real Madrid, dove ha vinto due campionati spagnoli, due Supercoppe spagnole, una Coppa del Re, due UEFA Champions League, due Supercoppe UEFA, una Coppa del mondo per club FIFA e una Coppa Intercontinentale FIFA. Con un palmarès di 31 trofei, è il quinto tecnico più vincente nella storia del calcio.
Soprannominato Carlo Magno, Re Carlo o Carletto, è l'unico allenatore nella storia del calcio ad aver vinto il titolo nei cinque principali campionati europei (Italia, Inghilterra, Francia, Germania e Spagna), il solo ad aver vinto la UEFA Champions League per cinque volte (due col Milan e tre con il Real Madrid), nonché l'unico allenatore ad aver partecipato a sei finali della massima competizione europea per club. Inoltre, detiene il record di presenze e di successi in UEFA Champions League e di vittorie in Supercoppa UEFA (5 trofei) e nelle competizioni UEFA per club (11 trofei). Tali successi classificano Ancelotti come uno dei migliori allenatori di tutti i tempi.
Nel 2014 entra a far parte della Hall of Fame del calcio italiano, mentre nel 2019 la rivista francese France Football lo ha inserito fra i 50 migliori allenatori della storia del calcio. Nel 2020 – in occasione del cinquantenario del Paris Saint-Germain – viene nominato miglior allenatore della storia del club.

## Biografia

Carlo Ancelotti con il figlio Davide (1992)

È stato sposato per 25 anni con Luisa Gibellini, dal 1983 al 2008, divorziando nel 2010, dalla quale ha avuto due figli: Katia e Davide anch'egli allenatore. Dopo la fine del suo matrimonio, ha avuto una relazione di qualche anno con una giornalista rumena, Marina Cretu. Nel 2011, mentre era al Chelsea, ha conosciuto Mariann Barrena McClay, una donna d'affari canadese di origini spagnole, con la quale si è sposato nel luglio 2014 a Vancouver.
In un'intervista del 2015 ha rivelato di masticare 13/14 gomme per partita, gesto che lo porta a ridurre l'ansia. In passato per lo stesso scopo fumava sigarette fino al 2003, quando agli allenatori fu proibito il fumo in panchina.
Il 12 novembre 2007 l'Università bulgara di Plovdiv 'Paisii Hilendarski' gli ha conferito una laurea honoris causa in Comunicazione e sport. L'11 ottobre 2023 l'Università degli Studi di Parma gli ha conferito, invece, una laurea honoris causa in Scienze e Tecniche delle Attività Motorie Preventive e Adattate.
Nel 2009 ha pubblicato l'autobiografia intitolata Preferisco la coppa: vita, partite e miracoli di un normale fuoriclasse, i cui proventi economici sono stati destinati interamente alla "Fondazione Borgonovo" per la lotta alla SLA.

## Caratteristiche tecniche

### Giocatore

Il romanista Ancelotti (a sinistra), aiutato dal fisico, protegge il pallone dal possibile tackle del napoletano Maradona durante un derby del Sole nel campionato 1984-1985

Iniziata la sua carriera come centravanti, è stato spostato indietro prima nel ruolo di trequartista e poi come regista. Centrocampista forte sia fisicamente sia in fase d'interdizione del gioco, possedeva doti tecniche e di manovra oltreché un tiro potente dalla lunga distanza. Durante la sua esperienza al Milan, è stato l'alter ego del tecnico Arrigo Sacchi, imponendosi come perno della squadra rossonera dopo esserlo già stato alla Roma.

### Allenatore
Caratterizzato dalla capacità unica di adattarsi ad ambiente, rosa e richieste della dirigenza – diventata con l'andare degli anni il suo tratto distintivo –, in panchina Ancelotti ha saputo farsi apprezzare in primis sul piano umano: ciò grazie soprattutto alla sua cosiddetta «leadership calma», incentrata sul confronto diretto e onesto tra calciatore e tecnico. Ritrovatosi ad allenare calciatori anche molto diversi tra loro, ha sempre trovato il modo di farli coesistere, riuscendo così a vincere svariati trofei in ogni club in cui ha lavorato.
La filosofia calcistica di Ancelotti ricalca inizialmente quella del suo mentore Arrigo Sacchi, risultando rigidamente improntata sul 4-4-2, studiato da vice dello stesso Sacchi in nazionale. Schierando il Parma con questo modulo, ha lanciato la prolifica coppia d'attacco Crespo-Chiesa, esportando poi questi dettami alla Juventus, prima di modificarli durante le sue otto stagioni alla guida del Milan: sulla panchina rossonera ha avuto il merito di arretrare definitivamente Andrea Pirlo da trequartista a regista (esperimento già avviato da Carlo Mazzone al Brescia), virando verso un 4-3-2-1 nel quale il tecnico poteva così disporre in campo, contemporaneamente, ben quattro potenziali numeri dieci – il succitato Pirlo, Seedorf, Rui Costa e Kaká – a supporto di un'unica punta; con questa particolare disposizione in campo, il suo Milan ha vinto, tra gli altri, uno scudetto e due Champions League.
Nelle successive esperienze in giro per l'Europa, che lo hanno portato in Inghilterra, in Francia, in Spagna e in Germania, Ancelotti ha continuato a sperimentare ogni genere di modulo calcistico, optando anche per il 4-3-3, il 4-2-3-1 o il 4-3-1-2.

## Carriera

### Giocatore

#### Club

##### Gli inizi, Parma

Un giovane Ancelotti agli esordi nel Parma

Ancelotti inizia a giocare a calcio nella squadra del suo paese natale, il Reggiolo, dove entra a far parte della formazione Juniores. A 16 anni passa alle giovanili del Parma. Dopo l'esordio nella stagione 1976-1977, e le 21 presenze (con 8 reti) dell'anno successivo, nel maggio del 1978 andò in prova all'Inter, con cui disputò il Torneo del Tirreno contro l'Hertha Berlino; il passaggio a Milano non venne formalizzato a causa del costo del cartellino, ritenuto eccessivo dal club nerazzurro.
Tornato in Emilia, nel campionato 1978-1979 Ancelotti è ormai diventato un tassello fondamentale della formazione parmense: in panchina è arrivato Cesare Maldini, che ha intuito le doti di centrocampista di Ancelotti ma anche il suo fiuto per il gol, e lo schiera come attaccante arretrato alle spalle delle punte di ruolo. Il secondo posto conquistato nel girone A della C1 porta il Parma allo spareggio. A Vicenza, contro la Triestina, il diciannovenne Ancelotti è l'eroe della promozione: sull'1-1 segna la doppietta che regala la Serie B al Parma.
Quel giorno, in tribuna al Menti, c'è lo stato maggiore della Roma al completo: il presidente Dino Viola, il tecnico Liedholm, il ds Luciano Moggi.

##### Roma
Una volta in forza ai capitolini, il tecnico Nils Liedholm decide di spostare Ancelotti in una posizione arretrata, impiegandolo come mediano, ruolo che ne esaltava le doti. L'esordio in Serie A arriva il 16 settembre 1979, in un Roma-Milan terminato a reti inviolate, e conclusa la sua prima stagione in giallorosso, porta a casa il suo primo trofeo in carriera: la Coppa Italia 1979-1980.

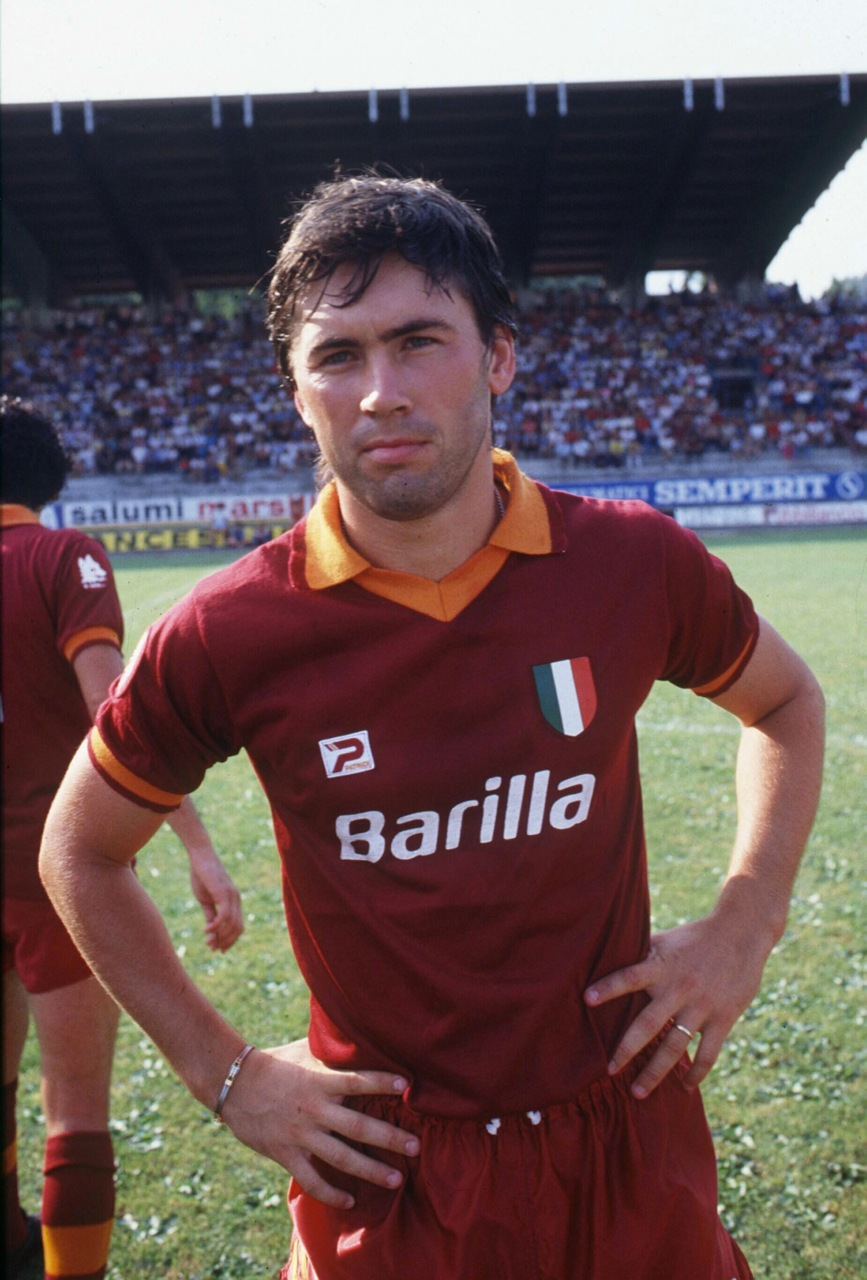
Ancelotti alla Roma nella stagione 1983-1984

Riuscito a superare un normale primo attimo di sbandamento, Carletto ci mette poco a farsi voler bene dai tifosi e introdursi nei meccanismi della squadra, la quale sfiora il titolo di campione d'Italia 1980-1981 e vince ancora la Coppa Italia, nella cui finale Ancelotti va a segno. Durante la stagione 1981-1982 inizia però ad essere afflitto da problemi alle ginocchia: dapprima nell'ottobre 1981 (durante una partita contro la Fiorentina), e poi in un allenamento del gennaio 1982 (alla vigilia dell'incontro con l'Ascoli) si infortuna infatti al ginocchio destro, collezionando così appena 5 presenze in campionato, chiuso al terzo posto dalla Roma, ed è costretto a saltare il vittorioso mondiale di Spagna del 1982 in maglia azzurra.
Si riscatta però nella stagione seguente, in cui si vede titolare assieme ai vari Pruzzo, Conti, Vierchowod e Falcao nella formazione che si aggiudica lo scudetto 1982-1983, il secondo nella storia dei giallorossi. Nel dicembre 1983, durante una gara contro la Juventus, Ancelotti si infortuna al ginocchio sinistro, tenendosi di conseguenza fuori dalla fase conclusiva della Coppa dei Campioni di quell'anno, persa dai capitolini in casa contro il Liverpool dopo i tiri di rigore; torna però in campo riuscendo ad aggiudicarsi la Coppa Italia 1983-1984.
La stagione seguente Sven Goran Eriksson prende il posto di Liedholm in panchina, e schiera Carletto costantemente, rendendolo leader del centrocampo. Nel 1985, Ancelotti diventa capitano della Roma, e la sua squadra arriva a un passo dallo scudetto nella stagione 1985-1986, ma vince ancora la Coppa Italia. Dopo un altro anno di Carletto nella Capitale, il presidente Viola pensa di aver già spremuto il meglio dall’Ancelotti giocatore, lasciandolo così partire dopo otto anni in giallorosso coronati da uno scudetto (1982-1983) e 4 Coppe Italia (1979-1980, 1980-1981, 1983-1984 e 1985-1986).

##### Milan

Ancelotti con la maglia del Milan nel 1988-1989

Il nuovo allenatore rossonero Arrigo Sacchi è convinto che un giocatore come Carletto possa far comodo al suo rivoluzionario Milan, e così nel 1987 convince il presidente Silvio Berlusconi a sborsare 5,8 miliardi di lire per prelevarlo dai capitolini. Il vecchio guerriero diventa l’uomo nuovo del calcio sacchiano, nonché suo miglior interprete e perfetto intermediario tra tecnico e squadra, imponendosi fin da subito e vincendo lo scudetto 1987-1988.
La sorte continua però ad accanirsi contro di lui, e nel 1988 si blocca di nuovo per l’asportazione del menisco del ginocchio destro; riesce però a riprendersi e a tornare in campo, vincendo la Supercoppa Italiana e la sua prima Coppa dei Campioni, della quale si ricorda il suo gol segnato con tiro dalla lunga distanza nella semifinale vinta per 5 a 0 contro il Real Madrid.
La stagione seguente, dopo aver trionfato in Supercoppa UEFA e Coppa Intercontinentale, si infortuna al ginocchio sinistro nei quarti di finale della Coppa dei Campioni 1989-1990 contro il Malines, saltando le semifinali ma facendo in tempo a presentarsi in campo per la finale di Vienna vinta sul Benfica.
Bissa i trionfi in Supercoppa UEFA e Coppa Intercontinentale nella stagione 1990-1991, mentre nella sua ultima stagione al Milan Carlo Ancelotti trova in panchina Fabio Capello, nuovo tecnico che guida la squadra verso lo scudetto utilizzando con parsimonia il vecchio campione, al terzo successo personale. Il 17 maggio 1992, nella sua ultima partita a San Siro vinta per 4-0 dai rossoneri sul Verona, realizza una doppietta prima di chiudere la carriera a 33 anni.

#### Nazionale
Conta 26 presenze e un gol con la maglia della nazionale italiana, con la quale prende parte (pur senza scendere in campo) al campionato del mondo 1986 e, successivamente, al campionato d'Europa 1988 e al campionato del mondo 1990, durante i quali è protagonista attivo in campo.
Il suo unico gol azzurro risale all'esordio in nazionale, il 6 gennaio 1981, durante la gara Paesi Bassi-Italia (1-1), valida per il Mundialito 1980-1981; nel torneo, risulta l'unico marcatore azzurro. Gli infortuni al ginocchio gli impediscono di prender parte alla spedizione di Spagna 1982, così, per rivederlo nella lista dei convocati azzurri in un grande torneo occorre attendere il 1986: è l'anno del Mondiale in Messico. Ancelotti è nella lista dei 22 convocati da Bearzot, ma le caratteristiche altimetriche della zona (circa 2.000 m s.l.m.) lo penalizzano nei test atletici, tanto che il centrocampista reggiano rimane in tribuna per tutta la durata del torneo, a vantaggio di Fernando De Napoli.

Ancelotti (in piedi, terzo da sinistra) in nazionale alla vigilia del

Nel 1988 è tra i convocati della giovane nazionale che, guidata da Azeglio Vicini, arriva alla semifinale dell'Europeo di Germania; nel torneo, scende in campo in tutte le gare disputate dagli azzurri. Nel successivo Mondiale italiano del 1990, gioca invece soltanto 3 gare (tra cui la finale del terzo posto) anche a causa di una contrattura al quadricipite femorale della coscia destra (postumo di uno strappo muscolare), subita nel corso della gara d'esordio contro l'Austria.

### Allenatore

#### Gli inizi, Reggiana
Ancelotti inizia la carriera di allenatore come vice del suo ex tecnico Arrigo Sacchi nella nazionale italiana tra il 1992 e il 1995.
Il suo esordio ufficiale arriva nel 1995, appena trentaseienne, quando passa in forza alla Reggiana, in Serie B, dove, non essendo ancora in possesso del patentino per allenare, viene affiancato da Giorgio Ciaschini nel ruolo di tutor. Dopo un brutto inizio che vede dopo sette giornate la sua squadra all'ultimo posto, la fiducia datagli dalla società viene ripagata grazie ai successi contro Venezia, Salernitana, Bologna, Verona, Avellino e Brescia, che portano i granata in testa alla classifica al termine del girone di andata, nonostante qualche sconfitta subita fuori casa. All'inizio del girone di ritorno la Reggiana accusa un netto calo di prestazioni: vince a stento contro il fanalino di coda Pistoiese, è sconfitta dal Perugia e pareggia contro Genoa e Cosenza. Alla venticinquesima giornata arriva la vittoria per 2-0 in casa della Lucchese, dalla quale la squadra di Ancelotti riparte con sei vittorie consecutive in casa, alternandole con pareggi importanti e perdendo solo nella trasferta di Salerno. Con la vittoria per 1-0 a Verona contro l'Hellas già promosso in massima serie, Ancelotti centra il quarto posto in campionato, che vale il ritorno in Serie A per la Reggiana dopo un solo anno di cadetteria.

#### Parma

Ancelotti al Parma nella stagione 1996-1997

Nel 1996 diventa allenatore del Parma, il club che lo aveva lanciato da calciatore. Volendo praticare solamente il 4-4-2 sacchiano, la famiglia Tanzi, a capo della società emiliana, imposta assieme al tecnico una campagna acquisti improntata sul suo modulo: arrivano così due attaccanti complementari come Crespo ed Enrico Chiesa, esterni come Stanic e Pedros, e difensori moderni e aggressivi come Zé Maria e Thuram, mentre partono calciatori poco gestibili tatticamente come Asprilla e Stoichkov. Il Parma di Ancelotti inizia bene, superando agevolmente il Napoli per 3-0 alla prima giornata del campionato 1996-1997, a cui seguono un pareggio a Piacenza e la vittoria in casa nel derby dell'Enza contro la Reggiana, che lo stesso tecnico di Reggiolo aveva portato Serie A la stagione precedente. Gli equivoci maturati dal modulo rigidamente impuntato rallentano la corsa in classifica della squadra ducale, che a metà dicembre si ritrova ad aver vinto solo tre partite, e che nel mercato invernale vede partire il fantasista Zola, sofferente delle imposizioni tattiche del nuovo allenatore. Anche nelle coppe il Parma ne risente e, già eliminato dal Pescara nel turno estivo di Coppa Italia, cede anche al Vitória Guimarães nei trentaduesimi di finale della Coppa UEFA. La doppia vittoria contro i campioni uscenti del Milan e i rivali al titolo della Juventus rilancia però gli emiliani, che prima di marzo perdono solo a Napoli. Il 18 maggio a Torino i gialloblù si giocano lo scontro diretto per lo scudetto contro i bianconeri di Marcello Lippi, primi in classifica a +6 sulla squadra di Ancelotti: finisce 1-1, e il tecnico reggiolese viene espulso per proteste dopo la concessione di un calcio di rigore ai padroni di casa. Il Parma termina così il campionato al secondo posto in classifica, tuttora record societario, conquistando inoltre la prima, storica qualificazione ai preliminari di Champions League.
Nell'estate del 1997, come rinforzo per la Champions, Calisto Tanzi formalizza l'acquisto dal Milan di Roberto Baggio, ma Ancelotti impedisce l'arrivo del fuoriclasse a Parma, poiché ritiene, come era accaduto con Zola, che l'inserimento del fantasista romperebbe gli equilibri del suo 4-4-2 (a distanza di anni si dichiarerà poi pentito di tale scelta). Il mercato estivo non riserva acquisti degni di nota e la stagione si rivela anonima: il Parma supera il preliminare di Champions League, ma viene eliminato ai gironi. Chiude intanto il campionato al sesto posto in classifica, qualificandosi alla Coppa UEFA; in Coppa Italia viene eliminato in semifinale dal Milan.

#### Juventus

Ancelotti alla Juventus nel 1999 tra i due patron del club, i fratelli Umberto (a sinistra) e Gianni Agnelli (a destra)

Nel febbraio 1999 Ancelotti subentra a stagione in corso a Marcello Lippi alla guida della Juventus, che guida alla semifinale di UEFA Champions League persa contro il Manchester Utd, poi vincitore della competizione. In campionato la squadra bianconera, in lotta per la zona UEFA, si piazza quinta a pari merito con la Roma, che ottiene subito il pass europeo grazie alla migliore classifica avulsa, e l'Udinese: il doppio spareggio di fine campionato contro i friulani, perso per la regola dei gol fuori casa, relega i bianconeri a disputare la Coppa Intertoto.
Nel precampionato 1999-2000 la Juventus di Ancelotti si aggiudica proprio la Coppa Intertoto e ottiene così la qualificazione alla Coppa UEFA dove, nel corso della stagione, i bianconeri superano i primi tre turni ma vengono eliminati abbastanza clamorosamente agli ottavi di finale dagli spagnoli del Celta Vigo, causa una netta sconfitta per 4-0 in Galizia. In campionato, dalla fine di ottobre la squadra bianconera, insieme alla Lazio, scalza l'Inter dalla vetta della graduatoria e poi chiude il girone d'andata col simbolico titolo di campione d'inverno. Pur dominando il girone di ritorno e trovandosi, il 19 marzo 2000, ben 9 punti sopra i biancocelesti a 8 giornate dalla fine, la compagine torinese terminerà il campionato al secondo posto a causa della sconfitta per 1-0 maturata all'ultima giornata, al Curi, contro il Perugia, in una partita molto controversa, prima sospesa e poi ripresa su un campo ai limiti della praticabilità.
Nella stagione 2000-2001 Ancelotti è ancora sulla panchina dei bianconeri, che porta al secondo secondo posto di fila, stavolta alle spalle della Roma. Va molto peggio in UEFA Champions League, dove, nonostante i pronostici favorevoli, la Juventus non riesce a superare la prima fase a gironi, ma chiude financo all'ultimo posto il proprio raggruppamento, perdendo anche la possibilità di essere ripescata in Coppa UEFA. Anche per questo, e nonostante i 144 punti in campionato ottenuti in due anni, nel giugno del 2001 si conclude il rapporto, mai idilliaco, tra Ancelotti e il club torinese: gli stessi tifosi bianconeri lo avevano contestato sin dal giorno del suo arrivo, a causa dei trascorsi, sia in campo sia in panchina, con alcune storiche avversarie dei torinesi.

#### Milan

##### 2001-2006

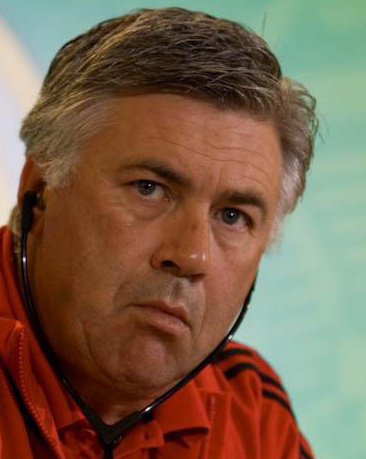
Ancelotti alla sua seconda stagione da allenatore dei rossoneri, durante una conferenza stampa prima di Milan-Real Madrid

Dopo esser rimasto senza panchina, il 5 novembre 2001 è chiamato a sostituire in corso d'opera l'esonerato Fatih Terim sulla panchina del Milan. Chiude la stagione al quarto posto, aggiudicandosi la possibilità di partecipare ai preliminari di UEFA Champions League. Approda inoltre alle semifinali di entrambe le coppe, subendo l'eliminazione contro la Juventus in Coppa Italia e contro il Borussia Dortmund in Coppa UEFA.
Nella stagione seguente sfiora il treble, vincendo la prima finale tutta italiana di UEFA Champions League all'Old Trafford di Manchester contro la Juventus (0-0 dopo i tempi regolamentari, 3-2 dopo i tiri di rigore) e la Coppa Italia contro la Roma. In campionato, dopo un girone d'andata chiuso da "campione d'inverno", finisce terzo dietro Juventus e Inter (pur vincendo il maggior numero di scontri diretti contro le avversarie).
Uno dei suoi meriti più grandi da allenatore è il definitivo spostamento di Andrea Pirlo da trequartista a regista di centrocampo. Questa soluzione, già sperimentata nel 2000 da Carlo Mazzone al Brescia, dove il trequartista era Roberto Baggio, avrebbe dato ottimi risultati e avrebbe portato il giocatore bresciano a laurearsi in quel ruolo campione del mondo nel 2006.
La stagione successiva parte male, con la sconfitta ai rigori nella finale di Supercoppa italiana disputata negli Stati Uniti contro la Juventus. Ancelotti si riscatta qualche settimana dopo vincendo la Supercoppa UEFA (1-0 allo Stadio Louis II contro il Porto di José Mourinho). Il Milan vincerà con largo anticipo lo scudetto dopo un duello con la Roma, deciso proprio dalla vittoria dei rossoneri nello scontro diretto del 2 maggio 2004 (i rossoneri avevano sbancato anche l'Olimpico a gennaio). Non riesce, però, a conquistare a dicembre la Coppa Intercontinentale, battuto ai rigori a Yokohama dal Boca Juniors (1-1 dopo i tempi regolamentari), né a bissare il successo in Champions League, a causa della rimonta subita dal Deportivo La Coruña ai quarti di finale: la squadra galiziana, dopo il 4-1 subito a Milano, ribalta il risultato, vincendo per 4-0 la gara di ritorno al Riazor.
La stagione 2004-2005 comincia con la vittoria della Supercoppa italiana contro la Lazio, ma il Milan non riesce a ripetersi in campionato e deve accontentarsi del secondo posto. In UEFA Champions League il Milan, giunto a disputare la finale, viene sconfitto il 25 maggio 2005 dal Liverpool allo stadio Atatürk di Istanbul: in vantaggio di 3 gol alla fine del primo tempo, si fa rimontare in soli 6 minuti, per poi perdere ai tiri di rigore, dopo un vano assalto alla porta avversaria durato per tutto il secondo tempo e i supplementari.
Anche la stagione 2005-2006 ricalca la falsariga della precedente: il Milan è altamente competitivo in tutte le manifestazioni, ma non riesce a portare a casa alcun titolo. I rossoneri finiscono secondi dietro la Juventus in campionato e vanno fuori nelle semifinali di UEFA Champions League, eliminati dai futuri campioni del Barcellona (0-1 in casa e 0-0 in Catalogna).

##### 2006-2009

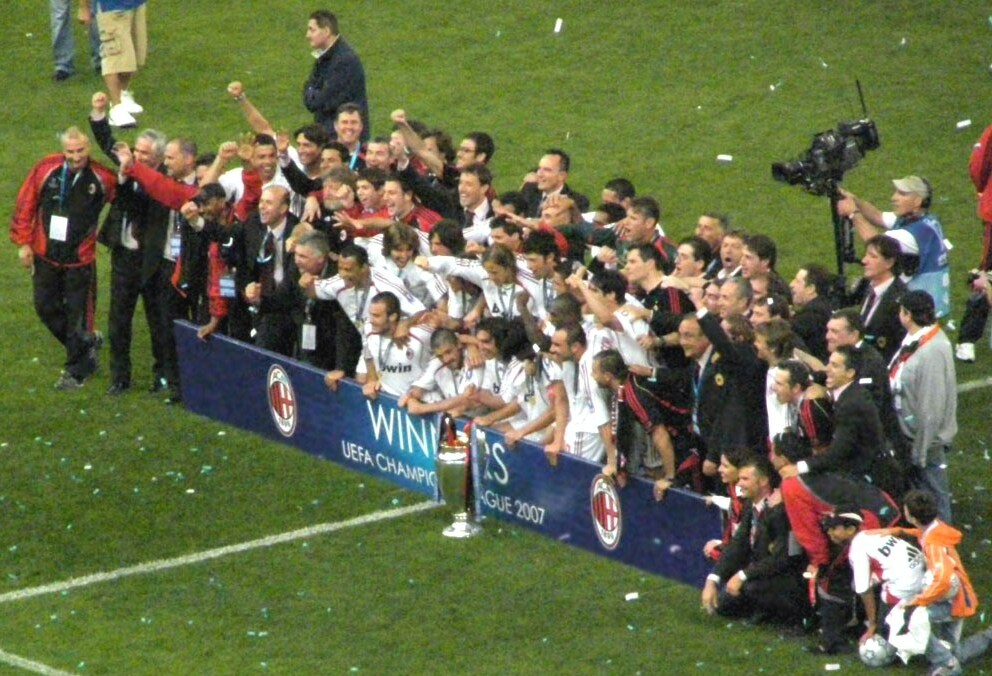
Ancelotti (in basso a sinistra) e i giocatori del Milan festeggiano la vittoria della UEFA Champions League 2006-2007, appena conquistata nella finale di Atene, il 23 maggio

A seguito della vicenda di Calciopoli, la stagione 2006-2007 vede il Milan ai blocchi di partenza con una penalizzazione iniziale di 8 punti. Costretti a inseguire, i rossoneri non riescono a imporsi nel derby con l'Inter (che vincerà 4-3 all'andata e 2-1 al ritorno, e a fine stagione si aggiudicherà il titolo) e finiscono fuori dalla Coppa Italia dopo la semifinale persa contro la Roma per 3-1. In Europa, però, il Milan è protagonista in UEFA Champions League: dopo essersi qualificato solo tramite i turni preliminari a causa della penalizzazione di 30 punti inflitta in campionato dalla sentenza di Calciopoli, supera il girone ottenendo con due turni d'anticipo il primo posto (raggiunto per il quinto anno consecutivo) e conseguentemente, l'accesso agli ottavi di finale, il club rossonero supera Celtic e squadre blasonate come il Bayern Monaco e il Manchester Utd (sconfitto nettamente a San Siro per 3-0), prima di alzare per la settima volta il più prestigioso trofeo continentale allo Stadio Olimpico di Atene il 23 maggio 2007, contro il Liverpool. A condannare la squadra che due anni prima aveva compiuto una grande rimonta in Turchia, è una doppietta di Filippo Inzaghi.
Grazie a questa vittoria, il Milan accede direttamente al tabellone della UEFA Champions League dell'anno successivo, senza passare dai preliminari.
Il 31 agosto 2007 Ancelotti si aggiudica per la seconda volta la Supercoppa UEFA da allenatore, questa volta contro il Siviglia, grazie ai gol di Filippo Inzaghi, Marek Jankulovski e Kaká. Il 16 dicembre Ancelotti chiude il ciclo di vittorie alzando la Coppa del mondo per club a Yokohama, dopo una finale-rivincita con il Boca Juniors, vinta per 4-2. Il tecnico emiliano diviene così il terzo allenatore a vincere tale manifestazione dopo averla già conquistata da giocatore.
Secondo l'Istituto Internazionale di Storia e Statistica del Calcio, Carlo Ancelotti è stato il miglior allenatore dell'anno nel 2007. Il tecnico del Milan ha ottenuto 193 punti, precedendo Alex Ferguson (Manchester Utd, 134) e Juande Ramos (Siviglia, poi passato al Tottenham, 104).

La stagione 2007-2008 si conclude con i rossoneri al quinto posto in Serie A. Per la prima volta nel corso della gestione Ancelotti, il Milan fallisce la qualificazione alla Champions League.

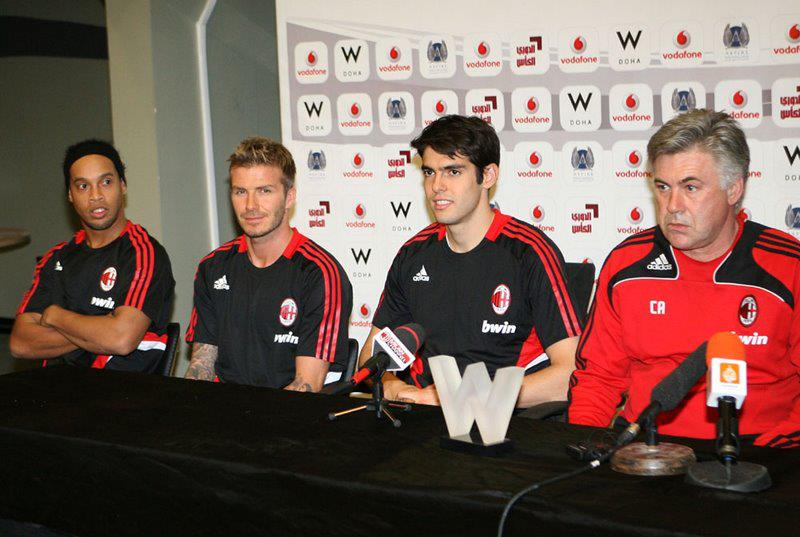
Da destra: Ancelotti in conferenza stampa per il Milan nel 2008, insieme a Kaká, Beckham e Ronaldinho

Nel 2008-2009, nonostante un avvio brillante (raggiunge la testa della classifica alla decima giornata dopo che aveva ottenuto zero punti nelle prime due partite), chiude la Serie A al terzo posto e non riesce a qualificarsi agli ottavi di finale di Coppa UEFA. Ancelotti riceve anche la sua prima espulsione da allenatore rossonero l'11 aprile 2009 per proteste, nella partita esterna contro il Chievo, a quasi otto anni dal suo esordio come tecnico del Milan. In precedenza, era stato allontanato dal direttore di gara per due volte ai tempi del Parma.
Al termine dell'ultima giornata della Serie A 2008-2009, l'allenatore emiliano, confermando le numerose voci dei mesi precedenti, dichiara ai giornalisti di aver deciso, consensualmente con la società, di interrompere il suo rapporto contrattuale con il Milan con un anno di anticipo, venendo sostituito da Leonardo. Con le sue 420 partite da allenatore negli 8 anni in rossonero, diventa il secondo tecnico per numero di panchine con il Milan dopo Nereo Rocco (459).

#### Chelsea

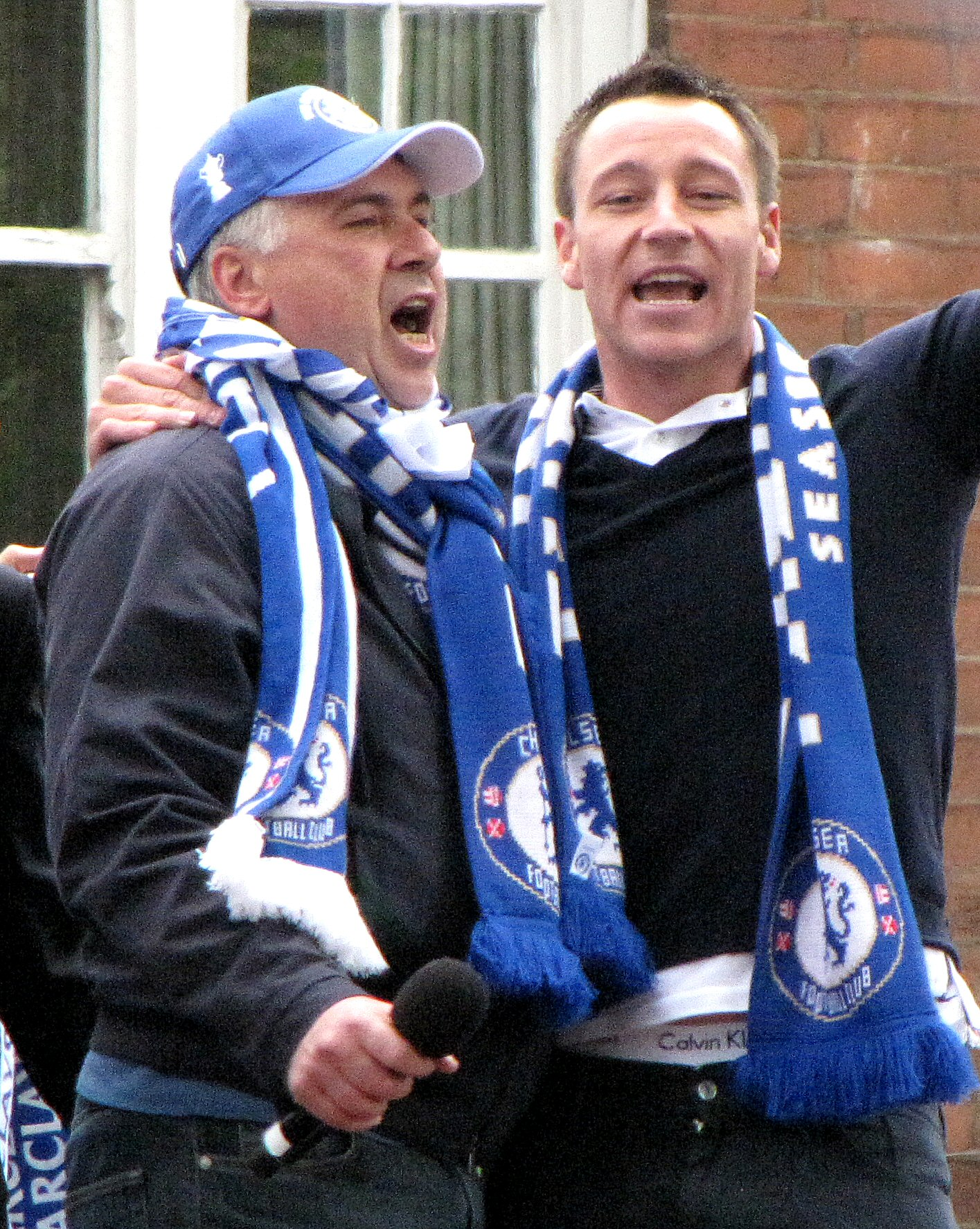
Ancelotti e Terry festeggiano il double Premier League-FA Cup conseguito con il Chelsea nel 2010

Il 1º giugno 2009 il Chelsea ufficializza il suo ingaggio come nuovo allenatore. Il 9 agosto, alla prima partita ufficiale sulla panchina inglese, conquista il Community Shield, battendo per 4-1 ai tiri di rigore il Manchester Utd, dopo il 2-2 dei 90' regolamentari. Vince il proprio girone eliminatorio in Champions League, ma viene eliminato dall'Inter (che era anche stata l'ultima italiana a vincere in Inghilterra contro l'Arsenal nella stagione 2003-2004): le sconfitte per 2-1 a San Siro e 1-0 a Stamford Bridge allontanano subito Carlo Ancelotti dal principale obiettivo stagionale, come dichiarato in sede di ingaggio dal patron Roman Abramovič. Il 9 maggio 2010, conquista la sua prima Premier League, grazie alla sonora vittoria per 8-0 contro il Wigan a Stamford Bridge; il Chelsea stabilisce anche il record di reti stagionali in Premier League (103). Ancelotti è, così, il primo allenatore italiano a vincere il campionato inglese e il secondo straniero a farlo alla prima stagione in Inghilterra, dopo José Mourinho. Il 15 maggio 2010, vincendo la FA Cup contro il Portsmouth con il risultato di 1-0, è stato anche il primo allenatore nella storia dei Blues a conseguire il double Premier League-FA Cup (ma non il primo a conseguire un double in assoluto nel Chelsea, dato che il primo fu José Mourinho con l'accoppiata Campionato-Coppa di Lega).
Il 22 maggio 2011, in seguito a una stagione inferiore alle aspettative con un secondo posto in campionato e l'eliminazione in Champions League ai quarti di finale contro il Manchester Utd, il Chelsea decide di esonerare Ancelotti. Il suo punteggio (71) era il record negativo da quando Abramovič è proprietario della squadra londinese, poi superato in negativo dal bilancio della stagione 2015-16 (50).

#### Paris Saint-Germain
Dopo sei mesi senza allenare, durante i quali è opinionista nelle partite di Champions League per Sky Italia, il 30 dicembre 2011 viene ingaggiato dal Paris Saint-Germain; sostituisce Antoine Kombouaré (il quale aveva portato la squadra parigina a chiudere il girone di andata della Ligue 1 2011-2012 al primo posto). Con un ingaggio da 13,5 milioni di euro lordi l'anno, Ancelotti è all'epoca il secondo allenatore più pagato al mondo dopo José Mourinho: secondo un'inchiesta della rivista specializzata brasiliana Pluri Consultoria del 2012, però, con 7,4 milioni di euro netti rispetto ai 7,3 di Mourinho, risulta essere proprio Ancelotti l'allenatore che guadagna di più al mondo.

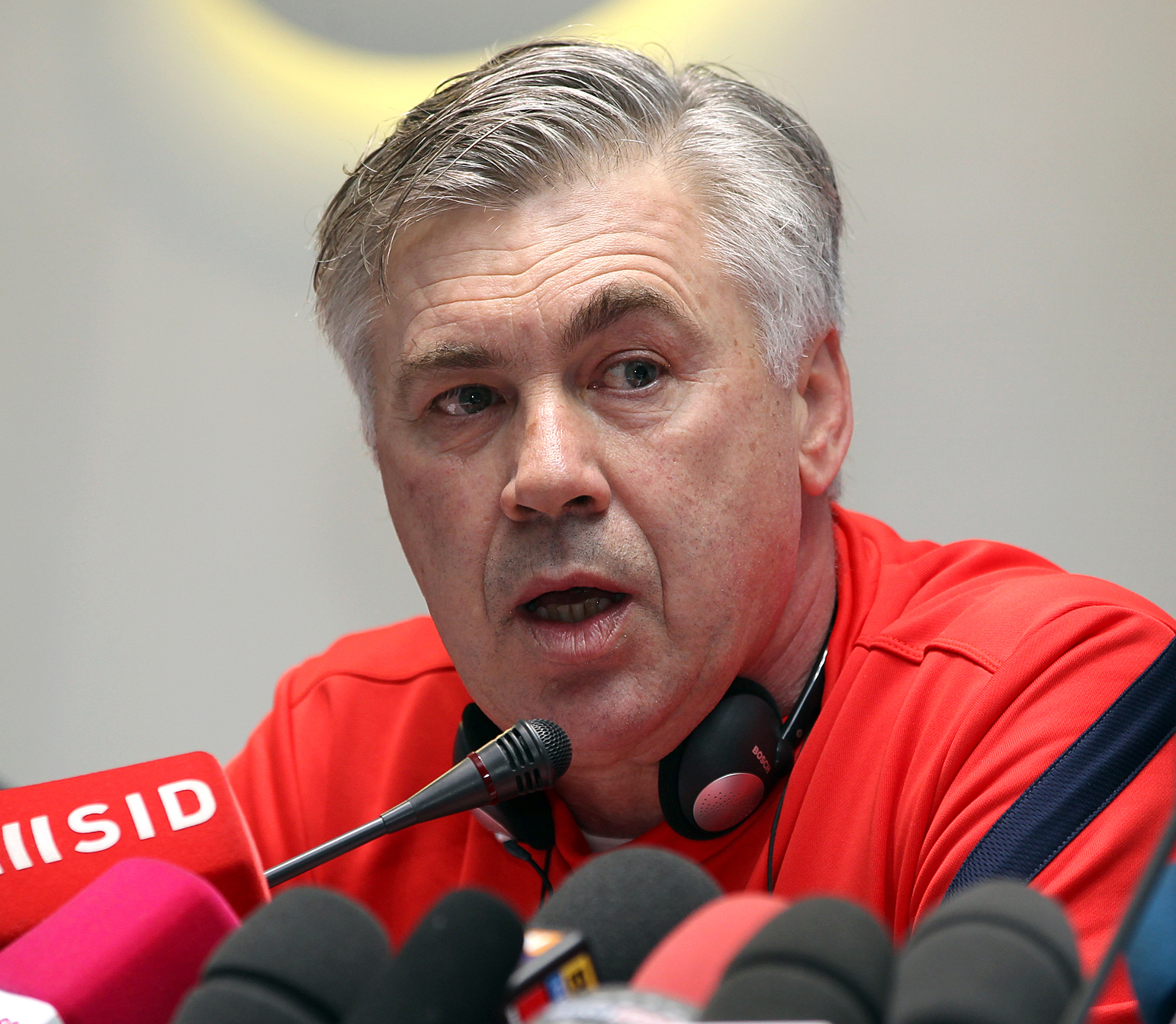
Ancelotti in conferenza al Paris Saint-Germain nel 2012

Il suo esordio ufficiale alla guida del PSG arriva l'8 gennaio 2012 nella partita valida per i trentaduesimi di finale della Coppa di Francia 2011-2012: vittoria per 2-1 in casa del Saint-Colomban Locminé e passaggio del turno. Dopo la vittoria all'esordio, Ancelotti porta i suoi ad altri 4 successi (3 in campionato e una in Coppa di Francia), diventando il primo allenatore del Paris Saint-Germain a vincere le prime 5 gare disputate sotto la propria guida. La striscia di risultati utili consecutivi si ferma dopo 12 gare (8 vittorie e 4 pareggi), con la sconfitta casalinga nei quarti di finale di Coppa di Francia contro l'Olympique Lione del 21 marzo 2012, che decreta anche l'eliminazione della squadra parigina dalla competizione. Nelle ultime partite di campionato, la squadra di Ancelotti dilapida il vantaggio accumulato dal suo predecessore nel girone d'andata: ne approfitta il Montpellier, che si aggiudica la Ligue 1 all'ultima giornata con 3 punti di vantaggio sui parigini.
Nella seconda stagione, Ancelotti porta il PSG ai quarti di finale di Coppa di Lega (eliminazione ai tiri di rigore contro il Saint-Étienne, poi vincitore della competizione) e della Champions League (dalla quale esce, pur senza perdere, per la regola dei gol fuori casa contro il Barcellona). Eliminato anche in Coppa di Francia (contro il Thonon Évian ai rigori), riesce a conquistare il campionato francese con 2 giornate di anticipo. È il terzo titolo per la squadra della capitale francese, conquistato 19 anni dopo il precedente, e il terzo titolo nazionale conquistato da Ancelotti con tre squadre differenti.

#### Real Madrid
Il 25 giugno 2013 il Real Madrid ufficializza l'ingaggio di Ancelotti, che firma un'intesa triennale con il club spagnolo. Il 18 gennaio 2014, con la vittoria esterna in casa del Betis, Ancelotti raggiunge la cinquecentesima vittoria da professionista. Il 16 aprile mette in bacheca il suo primo trofeo da madridista, battendo il Barcellona per 2-1 nella finale di Coppa del Re. Tredici giorni più tardi, raggiunge la finale della Champions League battendo 4-0 in trasferta il Bayern Monaco di Pep Guardiola (dopo la vittoria 1-0 all'andata). Questa è la quarta finale di Champions League per Ancelotti come allenatore, che eguaglia il record di Miguel Muñoz, Marcello Lippi e Alex Ferguson. Il 24 maggio, conquista la sua terza Champions (eguagliando il record di Bob Paisley) e porta il Real Madrid alla storica Décima. La vittoria arriva grazie a una remuntada iniziata nei minuti di recupero: in svantaggio per 0-1 nei confronti dell'Atlético Madrid, le Merengues ottengono il pari al 93' con Sergio Ramos, per poi dilagare ai supplementari e vincere 4-1. Ancelotti, con questo successo, diventa il quinto allenatore, dopo Ernst Happel, Ottmar Hitzfeld, José Mourinho e Jupp Heynckes, a vincere il trofeo con due squadre diverse. Come già nel 2002-2003, il triplete sfuma: in Campionato, la squadra non va oltre il terzo posto, fermandosi dietro l'Atletico Madrid e il Barcellona, per i risultati degli scontri diretti (a parità di punti complessivi).
La stagione 2014-2015 si apre con una sconfitta nella Supercoppa di Spagna perdendo il doppio confronto contro i campioni di Spagna dell'Atletico Madrid. Si rifà in Supercoppa UEFA battendo il Siviglia e conquistando il 20 dicembre il Mondiale per club. Il finale di stagione si rivela, invece, deludente: il Madrid viene eliminato agli ottavi di finale della Coppa del Re dai rivali dell'Atletico Madrid, in Champions League arriva fino alle semifinali dove viene eliminato dalla Juventus mentre in campionato chiude al 2º posto alle spalle del Barcellona (negando al tecnico la possibilità di vincere quattro campionati in quattro Paesi diversi).
Il 25 maggio 2015 viene così esonerato.

#### Bayern Monaco

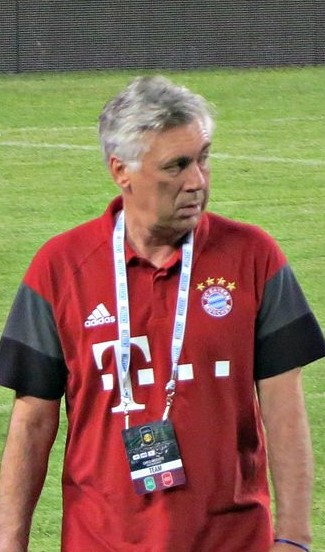
Ancelotti alla guida del Bayern Monaco nel 2016

Il 19 dicembre 2015 viene ufficializzato come nuovo allenatore del Bayern Monaco a partire dalla stagione successiva, per le successive tre stagioni. Prende il posto di Josep Guardiola, ingaggiato dal Manchester City.
Il 14 agosto vince il primo trofeo alla guida dei bavaresi, la Supercoppa di Germania, battendo per 2-0 il Borussia Dortmund. Il 25 febbraio 2017 colleziona la millesima partita da allenatore in carriera nella partita contro l'Amburgo, vinta 8-0. Il 29 aprile 2017, dopo la vittoria per 6-0 in casa del Wolfsburg, vince il titolo di campione di Germania con 3 giornate di anticipo. Con la vittoria del campionato tedesco, entra nella stretta cerchia di allenatori capaci di vincere il titolo in quattro paesi diversi (nel suo caso Italia, Inghilterra, Francia, Germania), raggiungendo Giovanni Trapattoni, Ernst Happel, Tomislav Ivić, José Mourinho ed Eric Gerets.
Il 28 settembre 2017 viene esonerato dal Bayern Monaco in seguito alla sconfitta per 0-3 in Champions League contro il Paris Saint-Germain e il non brillante avvio di stagione in Bundesliga.

#### Napoli
Il 23 maggio 2018 è ufficializzato come nuovo allenatore del Napoli in sostituzione di Maurizio Sarri, passato ad allenare il Chelsea, tornando ad allenare in Italia a nove anni dall'esperienza milanista. Esordisce sulla panchina partenopea il 18 agosto seguente, allo Stadio Olimpico di Roma, in occasione della prima giornata di campionato, gara vinta per 2-1 contro la Lazio. L'11 dicembre il Napoli viene eliminato nella fase a gruppi della Champions League nel girone che comprendeva anche Paris Saint-Germain e Liverpool, pur avendo guadagnato 9 punti (gli stessi del Liverpool, che supera il turno a parità di differenza reti, ma per maggior numero di reti segnate) ed avendo perso una sola partita. Il cammino in Coppa Italia, invece, si interrompe ai quarti di finale, dove il Napoli è sconfitto per 0-2 a San Siro dal Milan. In Europa League gli azzurri superano due turni ed escono di scena ai quarti contro l'Arsenal, perdendo per 0-2 all'Emirates Stadium e per 0-1 in casa. In campionato la squadra azzurra termina in seconda posizione, alle spalle della Juventus.

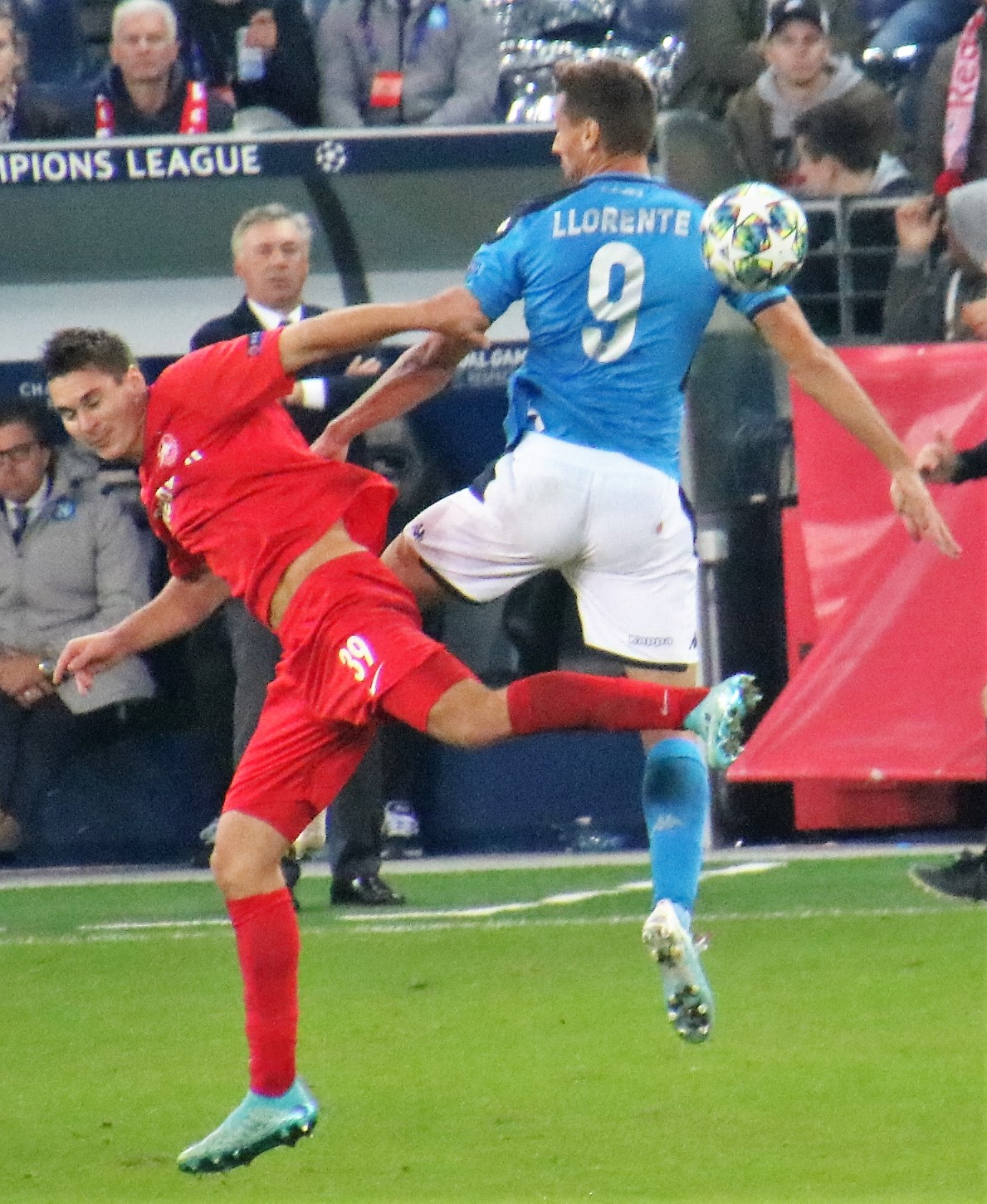
Ancelotti (sullo sfondo) sulla panchina del Napoli nel 2019, mentre segue una fase della trasferta di Champions League contro il

La stagione successiva è segnata da un avvio deludente in campionato, a causa di nervosismi incrociati tra squadra, proprietà e tifosi e alcuni errori tattici e gestionali direttamente imputabili al Mister di Reggiolo. Il 10 dicembre 2019, al termine della partita vinta per 4-0 contro il Genk, che sancisce la qualificazione dei partenopei agli ottavi di finale di Champions League (prima volta da imbattuti nel girone), Ancelotti viene esonerato, con la squadra al settimo posto in Serie A, risultato di 21 punti ottenuti in 15 giornate (5 vinte, 6 pareggiate, 4 perse).

#### Everton
Il 21 dicembre 2019 viene ufficializzata la sua nomina a tecnico dell'Everton, con cui firma un contratto di quattro anni e mezzo. Il 26 dicembre esordisce con una vittoria ai danni del Burnley (1-0). Il cammino in FA Cup si ferma al terzo turno contro i concittadini del Liverpool (1-0). Termina la stagione al dodicesimo posto in Premier League, con dieci punti di distacco dalla zona utile per la qualificazione all'Europa League.
Alla guida dell'Everton anche per l'annata successiva, inizia la Premier League con quattro vittorie di fila e la Coppa di Lega con tre successi che valgono il superamento dei primi turni ai danni di Salford City, Fleetwood Town e West Ham Utd (il cammino si fermerà ai quarti di finale venendo eliminato dal Manchester Utd); l'Everton non vinceva almeno le prime sei gare di una stagione dal 1938-1939 e Ancelotti viene eletto Premier League Manager of the Month per il mese di settembre. Alle vittorie iniziali seguono un pareggio nel derby con il Liverpool, che coincide con la gara numero 800 di Ancelotti nei vari campionati, e tre sconfitte che compromettono il primo posto in classifica tornando però prima della fine dell’anno al secondo posto dietro al Liverpool grazie a quattro vittorie consecutive. Nel febbraio 2021 il suo Everton elimina il Tottenham dalla FA Cup agli ottavi con un rocambolesco 5-4 ai supplementari (verrà poi eliminato ai quarti dal Manchester City) e batte i rivali del Liverpool ad Anfield Road dopo 22 anni (2-0) superandoli in classifica. Termina il campionato al decimo posto con 59 punti, mancando per tre punti la qualificazione alla UEFA Conference League.

#### Ritorno al Real Madrid
Il 1º giugno 2021, a sei anni dalla fine della prima esperienza, torna ad allenare il Real Madrid, con il quale sottoscrive un contratto di tre anni, andando a sostituire Zinédine Zidane. Il 16 gennaio 2022 guida le merengues alla vittoria della Supercoppa di Spagna, in finale contro l'Athletic Bilbao, diventando il primo allenatore italiano ad aggiudicarsi il trofeo. Quattro giorni più tardi tocca quota 150 panchine con il Real Madrid, in occasione della vittoria esterna contro l'Elche negli ottavi di Coppa del Re. Il 30 aprile vince il campionato con quattro giornate di anticipo: contestualmente, Ancelotti diventa l'unico allenatore nella storia del calcio ad aver vinto il titolo nei cinque principali campionati europei (Serie A, Premier League, Bundesliga, Ligue 1 e Primera División). Il 4 maggio, grazie alla vittoria interna per 3-1 sul Manchester City (6-5 tra andata e ritorno), raggiunge la finale di UEFA Champions League per la quinta volta nella carriera di allenatore, un risultato che non ha precedenti nella competizione. Il 28 maggio, battendo il Liverpool per 1-0 nella finale disputata allo Stade de France di Saint-Denis, si aggiudica la UEFA Champions League per la seconda volta con i blancos e per la quarta volta individualmente, successo che lo rende l'allenatore più vittorioso nella storia della competizione.
Comincia la stagione 2022-23 vincendo la sua seconda Supercoppa UEFA alla guida del Real Madrid, grazie al 2-0 ai danni dell'Eintracht Francoforte; per Ancelotti si tratta del quarto successo personale nella competizione, un record assoluto. Il 19 ottobre, con la vittoria in casa dell'Elche per 3-0, supera Claudio Ranieri come tecnico italiano con più panchine nella storia del campionato spagnolo, con 124 presenze. Due settimane più tardi, in occasione della vittoria interna contro il Celtic per 5-1, supera Alex Ferguson per numero di vittorie in UEFA Champions League, 103 contro 102. Il 15 gennaio 2023 perde la finale di Supercoppa spagnola contro il Barcellona per 1-3. Undici giorni dopo elimina in rimonta l'Atlético Madrid per 3-1 dopo i tempi supplementari e si qualifica in semifinale di Coppa del Re. A febbraio guida il Real Madrid nella Coppa del mondo per club FIFA in Marocco, dove i blancos prima superano in semifinale l'Al-Ahly per 4-1 e poi battono in finale l'Al-Hilal per 5-3: per il Real Madrid si tratta del quinto successo nel torneo, mentre per Ancelotti è il terzo personale, dopo i precedenti successi con Milan e Real Madrid. Il 6 maggio, dopo aver eliminato il Barcellona in semifinale con un netto 4-0 nella gara di ritorno dopo la sconfitta per 1-0 in quella di andata, vince la seconda volta la Coppa del Re, battendo l'Osasuna per 2-1. Quattro giorni dopo, in occasione della semifinale di andata contro il Manchester City, raggiunge Ferguson a quota 190 panchine in UEFA Champions League.
Il 29 dicembre 2023 prolunga il proprio contratto con i Blancos fino al 30 giugno 2026.
Nella stagione 2023-24 vince la sua seconda Supercoppa spagnola, sconfiggendo in semifinale l'Atletico Madrid e in finale il Barcellona, col punteggio di 4 a 1. Nella stessa stagione supera le 250 panchine con il Real Madrid e il 9 aprile 2024, in occasione dell'andata dei quarti di finale di Champions League, contro il Manchester City, diventa il primo allenatore a raggiungere quota 200 panchine nella competizione. Il 7 maggio 2024, superato il Bayern Monaco, raggiunge nuovamente la finale di Champions League, la sesta personale (la terza col Real Madrid, la seconda dal ritorno) e la diciottesima nella storia del club. Il 1º giugno il Real Madrid batte il Borussia Dortmund nella finale, vincendo la quindicesima coppa per la squadra e la quinta per Ancelotti.
Il 14 agosto vince per la terza volta la Supercoppa UEFA con il Real Madrid e per la quinta volta in totale come allenatore, dopo aver battuto per 2-0 l'Atalanta nella finale disputata a Varsavia. In seguito a questo successo, Ancelotti eguaglia il record di Miguel Muñoz, collocandosi al primo posto a pari merito con lui nella classifica degli allenatori più vincenti della storia del club, a quota 14 trofei. Il 18 dicembre, in seguito alla vittoria per 3-0 contro i messicani del Pachuca nella Coppa Intercontinentale FIFA, scavalca Muñoz e diventa l'allenatore più vincente del Real Madrid in solitaria con 15 allori. Il 23 maggio 2025, al termine di una stagione conclusa al secondo posto in campionato, ai quarti di Champions e con le sconfitte nelle finali della Supercoppa e della coppa nazionale contro il Barcellona, viene annunciato il suo congedo al club madrileno.

#### Nazionale brasiliana
Il 12 maggio 2025 la CBF annuncia ufficialmente il suo ingaggio come nuovo commissario tecnico della nazionale brasiliana, con un accordo valido dal 26 maggio 2025 al termine del campionato mondiale del 2026. Guida la squadra dal successivo mese di giugno e, dopo aver pareggiato al debutto contro l'Ecuador, battendo il Paraguay raggiunge la qualificazione con due turni di anticipo al Mondiale 2026.

## Nella cultura
È apparso nei film L'allenatore nel pallone (1984) e L'allenatore nel pallone 2 (2008) con Lino Banfi, interpretando in entrambi sé stesso con i ruoli che aveva nella realtà nelle epoche di realizzazione delle pellicole: nel primo film è un calciatore della Roma, nel sequel allena il Milan. È apparso nel ruolo di sé stesso anche nel film Mezzo destro mezzo sinistro - 2 calciatori senza pallone (1985), con Gigi e Andrea durante una partita di tennis. Ha recitato anche nel film Don Camillo (1983) con Terence Hill, giocando nei "Devils" di Peppone (Colin Blakely).

## Controversie
Accusato di aver evaso circa un milione di euro tra il 2014 e il 2015 quando allenava il Real Madrid e dopo aver vinto in primo grado, il 9 luglio 2025 un tribunale spagnolo lo condanna a un anno di detenzione con pena sospesa dalla condizionale, oltre a una multa di oltre 386.000 euro, in relazione al solo 2014, di cui lui stesso si era dichiarato colpevole, venendo invece assolto per l’esercizio del 2015 quando non era più da considerare come residente in Spagna e per cui viene rimborsato di parte della multa che aveva pagato in precedenza e di quanto versato in più con il cambio di aliquota per un totale di circa 3 milioni di euro.

## Statistiche

### Presenze e reti nei club
| Stagione        | Squadra         | Campionato      | Campionato | Campionato | Coppe nazionali | Coppe nazionali | Coppe nazionali | Coppe continentali | Coppe continentali | Coppe continentali | Altre coppe | Altre coppe | Altre coppe | Totale | Totale |
| Stagione        | Squadra         | Comp            | Pres       | Reti       | Comp            | Pres            | Reti            | Comp               | Pres               | Reti               | Comp        | Pres        | Reti        | Pres   | Reti   |
| --------------- | --------------- | --------------- | ---------- | ---------- | --------------- | --------------- | --------------- | ------------------ | ------------------ | ------------------ | ----------- | ----------- | ----------- | ------ | ------ |
| 1976-1977       | Parma           | C               | 1          | 0          | CI-S            | 2               | 0               | -                  | -                  | -                  | -           | -           | -           | 3      | 0      |
| 1977-1978       | Parma           | C               | 21         | 8          | CI-S            | 2               | 0               | -                  | -                  | -                  | -           | -           | -           | 23     | 8      |
| 1978-1979       | Parma           | C1              | 33         | 5          | CI-S            | 4               | 2               | -                  | -                  | -                  | -           | -           | -           | 37     | 7      |
| Totale Parma    | Totale Parma    | Totale Parma    | 55         | 13         |                 | 8               | 2               |                    | -                  | -                  |             | -           | -           | 63     | 15     |
| 1979-1980       | Roma            | A               | 27         | 3          | CI              | 9               | 0               | -                  | -                  | -                  | -           | -           | -           | 36     | 3      |
| 1980-1981       | Roma            | A               | 29         | 2          | CI              | 6               | 2               | CdC                | 2                  | 1                  | TC          | 0           | 0           | 37     | 5      |
| 1981-1982       | Roma            | A               | 5          | 0          | CI              | 0               | 0               | CdC                | 3                  | 1                  | -           | -           | -           | 8      | 1      |
| 1982-1983       | Roma            | A               | 23         | 2          | CI              | 3               | 0               | CU                 | 6                  | 0                  | -           | -           | -           | 32     | 2      |
| 1983-1984       | Roma            | A               | 9          | 0          | CI              | 5               | 0               | CC                 | 4                  | 0                  | -           | -           | -           | 18     | 0      |
| 1984-1985       | Roma            | A               | 22         | 3          | CI              | 2               | 0               | CdC                | 3                  | 0                  | -           | -           | -           | 27     | 3      |
| 1985-1986       | Roma            | A               | 29         | 0          | CI              | 4               | 0               | -                  | -                  | -                  | -           | -           | -           | 33     | 0      |
| 1986-1987       | Roma            | A               | 27         | 2          | CI              | 7               | 1               | CdC                | 2                  | 0                  | -           | -           | -           | 36     | 3      |
| Totale Roma     | Totale Roma     | Totale Roma     | 171        | 12         |                 | 36              | 3               |                    | 20                 | 2                  |             | -           | -           | 227    | 17     |
| 1987-1988       | Milan           | A               | 27         | 2          | CI              | 7               | 0               | CU                 | 4                  | 0                  | -           | -           | -           | 38     | 2      |
| 1988-1989       | Milan           | A               | 28         | 2          | CI              | 2               | 0               | CC                 | 7                  | 1                  | SI          | 1           | 0           | 38     | 3      |
| 1989-1990       | Milan           | A               | 24         | 3          | CI              | 4               | 0               | CC                 | 6                  | 0                  | SU+CInt     | 0+1         | 0           | 35     | 3      |
| 1990-1991       | Milan           | A               | 21         | 1          | CI              | 4               | 0               | CC                 | 4                  | 0                  | SU+CInt     | 2+0         | 0           | 31     | 1      |
| 1991-1992       | Milan           | A               | 12         | 2          | CI              | 6               | 0               | -                  | -                  | -                  | -           | -           | -           | 18     | 2      |
| Totale Milan    | Totale Milan    | Totale Milan    | 112        | 10         |                 | 23              | 0               |                    | 21                 | 1                  |             | 4           | 0           | 160    | 11     |
| Totale carriera | Totale carriera | Totale carriera | 338        | 35         |                 | 67              | 5               |                    | 41                 | 3                  |             | 4           | 0           | 450    | 43     |

### Cronologia presenze e reti in nazionale
| Cronologia completa delle presenze e delle reti in nazionale ― Italia | Cronologia completa delle presenze e delle reti in nazionale ― Italia | Cronologia completa delle presenze e delle reti in nazionale ― Italia | Cronologia completa delle presenze e delle reti in nazionale ― Italia | Cronologia completa delle presenze e delle reti in nazionale ― Italia | Cronologia completa delle presenze e delle reti in nazionale ― Italia | Cronologia completa delle presenze e delle reti in nazionale ― Italia | Cronologia completa delle presenze e delle reti in nazionale ― Italia |
| Data                                                                  | Città                                                                 | In casa                                                               | Risultato                                                             | Ospiti                                                                | Competizione                                                          | Reti                                                                  | Note                                                                  |
| --------------------------------------------------------------------- | --------------------------------------------------------------------- | --------------------------------------------------------------------- | --------------------------------------------------------------------- | --------------------------------------------------------------------- | --------------------------------------------------------------------- | --------------------------------------------------------------------- | --------------------------------------------------------------------- |
| 6-1-1981                                                              | Montevideo                                                            | Paesi Bassi                                                           | 1 – 1                                                                 | Italia                                                                | Mundialito - 1º turno                                                 | 1                                                                     |                                                                       |
| 25-2-1981                                                             | Roma                                                                  | Italia                                                                | 0 – 3                                                                 | Europa                                                                | Amichevole                                                            | -                                                                     | 74’                                                                   |
| 3-6-1981                                                              | Copenaghen                                                            | Danimarca                                                             | 3 – 1                                                                 | Italia                                                                | Qual. Mondiali 1982                                                   | -                                                                     | 67’                                                                   |
| 23-9-1981                                                             | Bologna                                                               | Italia                                                                | 3 – 2                                                                 | Bulgaria                                                              | Amichevole                                                            | -                                                                     | 79’                                                                   |
| 12-2-1983                                                             | Limassol                                                              | Cipro                                                                 | 1 – 1                                                                 | Italia                                                                | Qual. Euro 1984                                                       | -                                                                     | 46’                                                                   |
| 5-10-1983                                                             | Bari                                                                  | Italia                                                                | 3 – 0                                                                 | Grecia                                                                | Amichevole                                                            | -                                                                     |                                                                       |
| 15-10-1983                                                            | Napoli                                                                | Italia                                                                | 0 – 3                                                                 | Svezia                                                                | Qual. Euro 1984                                                       | -                                                                     |                                                                       |
| 16-11-1983                                                            | Praga                                                                 | Cecoslovacchia                                                        | 2 – 0                                                                 | Italia                                                                | Qual. Euro 1984                                                       | -                                                                     |                                                                       |
| 5-2-1986                                                              | Avellino                                                              | Italia                                                                | 1 – 2                                                                 | Germania Ovest                                                        | Amichevole                                                            | -                                                                     |                                                                       |
| 26-3-1986                                                             | Udine                                                                 | Italia                                                                | 2 – 1                                                                 | Austria                                                               | Amichevole                                                            | -                                                                     |                                                                       |
| 11-5-1986                                                             | Napoli                                                                | Italia                                                                | 2 – 0                                                                 | Cina                                                                  | Amichevole                                                            | -                                                                     | 46’                                                                   |
| 8-10-1986                                                             | Bologna                                                               | Italia                                                                | 2 – 0                                                                 | Grecia                                                                | Amichevole                                                            | -                                                                     | 57’                                                                   |
| 15-11-1986                                                            | Milano                                                                | Italia                                                                | 3 – 2                                                                 | Svizzera                                                              | Qual. Euro 1988                                                       | -                                                                     |                                                                       |
| 23-9-1987                                                             | Pisa                                                                  | Italia                                                                | 1 – 0                                                                 | Jugoslavia                                                            | Amichevole                                                            | -                                                                     | 78’                                                                   |
| 17-10-1987                                                            | Berna                                                                 | Svizzera                                                              | 0 – 0                                                                 | Italia                                                                | Qual. Euro 1988                                                       | -                                                                     | 80’                                                                   |
| 14-11-1987                                                            | Napoli                                                                | Italia                                                                | 2 – 1                                                                 | Svezia                                                                | Qual. Euro 1988                                                       | -                                                                     | 89’                                                                   |
| 4-6-1988                                                              | Brescia                                                               | Italia                                                                | 0 – 1                                                                 | Galles                                                                | Amichevole                                                            | -                                                                     | 57’                                                                   |
| 10-6-1988                                                             | Düsseldorf                                                            | Germania Ovest                                                        | 1 – 1                                                                 | Italia                                                                | Euro 1988 - 1º turno                                                  | -                                                                     |                                                                       |
| 14-6-1988                                                             | Francoforte                                                           | Italia                                                                | 1 – 0                                                                 | Spagna                                                                | Euro 1988 - 1º turno                                                  | -                                                                     |                                                                       |
| 17-6-1988                                                             | Colonia                                                               | Italia                                                                | 2 – 0                                                                 | Danimarca                                                             | Euro 1988 - 1º turno                                                  | -                                                                     |                                                                       |
| 22-6-1988                                                             | Stoccarda                                                             | Unione Sovietica                                                      | 2 – 0                                                                 | Italia                                                                | Euro 1988 - Semifinale                                                | -                                                                     |                                                                       |
| 21-2-1990                                                             | Rotterdam                                                             | Paesi Bassi                                                           | 0 – 0                                                                 | Italia                                                                | Amichevole                                                            | -                                                                     |                                                                       |
| 9-6-1990                                                              | Roma                                                                  | Italia                                                                | 1 – 0                                                                 | Austria                                                               | Mondiali 1990 - 1º turno                                              | -                                                                     | 46’                                                                   |
| 30-6-1990                                                             | Roma                                                                  | Italia                                                                | 1 – 0                                                                 | Irlanda                                                               | Mondiali 1990 - Quarti di finale                                      | -                                                                     | 64’                                                                   |
| 7-7-1990                                                              | Bari                                                                  | Italia                                                                | 2 – 1                                                                 | Inghilterra                                                           | Mondiali 1990 - Finale 3º posto                                       | -                                                                     | 3º posto                                                              |
| 13-11-1991                                                            | Genova                                                                | Italia                                                                | 1 – 1                                                                 | Norvegia                                                              | Qual. Euro 1992                                                       | -                                                                     |                                                                       |
| Totale                                                                |                                                                       | Presenze                                                              | 26                                                                    |                                                                       | Reti                                                                  | 1                                                                     |                                                                       |

### Statistiche da allenatore

#### Club
Statistiche aggiornate al 24 maggio 2025. 
In grassetto le competizioni vinte. 
| Stagione                   | Squadra                    | Campionato                 | Campionato | Campionato | Campionato | Campionato | Coppe nazionali | Coppe nazionali | Coppe nazionali | Coppe nazionali | Coppe nazionali | Coppe continentali | Coppe continentali | Coppe continentali | Coppe continentali | Coppe continentali | Altre coppe   | Altre coppe | Altre coppe | Altre coppe | Altre coppe | Totale | Totale | Totale | Totale | % Vittorie | Piazzamento |
| Stagione                   | Squadra                    | Comp                       | G          | V          | N          | P          | Comp            | G               | V               | N               | P               | Comp               | G                  | V                  | N                  | P                  | Comp          | G           | V           | N           | P           | G      | V      | N      | P      | %          | Piazzamento |
| -------------------------- | -------------------------- | -------------------------- | ---------- | ---------- | ---------- | ---------- | --------------- | --------------- | --------------- | --------------- | --------------- | ------------------ | ------------------ | ------------------ | ------------------ | ------------------ | ------------- | ----------- | ----------- | ----------- | ----------- | ------ | ------ | ------ | ------ | ---------- | ----------- |
| 1995-1996                  | Reggiana                   | B                          | 38         | 16         | 13         | 9          | CI              | 3               | 1               | 1               | 1               | -                  | -                  | -                  | -                  | -                  | CAI           | 4           | 0           | 2           | 2           | 45     | 17     | 16     | 12     | 37,78      | 4º (prom.)  |
| 1996-1997                  | Parma                      | A                          | 34         | 18         | 9          | 7          | CI              | 1               | 0               | 0               | 1               | CU                 | 2                  | 1                  | 0                  | 1                  | -             | -           | -           | -           | -           | 37     | 19     | 9      | 9      | 51,35      | 2º          |
| 1997-1998                  | Parma                      | A                          | 34         | 15         | 12         | 7          | CI              | 8               | 4               | 3               | 1               | UCL                | 8                  | 4                  | 3                  | 1                  | -             | -           | -           | -           | -           | 50     | 23     | 18     | 9      | 46,00      | 6º          |
| Totale Parma               | Totale Parma               | Totale Parma               | 68         | 33         | 21         | 14         |                 | 9               | 4               | 3               | 2               |                    | 10                 | 5                  | 3                  | 2                  |               | -           | -           | -           | -           | 87     | 42     | 27     | 18     | 48,28      |             |
| feb.-giu. 1999             | Juventus                   | A                          | 14+2       | 8+0        | 3+2        | 3+0        | CI              | 0               | 0               | 0               | 0               | UCL                | 4                  | 1                  | 2                  | 1                  | SI            | -           | -           | -           | -           | 20     | 9      | 7      | 4      | 45,00      | Sub. 7º     |
| 1999-2000                  | Juventus                   | A                          | 34         | 21         | 8          | 5          | CI              | 4               | 3               | 0               | 1               | Int.+CU            | 6+8                | 3+5                | 3+1                | 0+2                | -             | -           | -           | -           | -           | 52     | 32     | 12     | 8      | 61,54      | 2º          |
| 2000-2001                  | Juventus                   | A                          | 34         | 21         | 10         | 3          | CI              | 2               | 0               | 1               | 1               | UCL                | 6                  | 1                  | 3                  | 2                  | -             | -           | -           | -           | -           | 42     | 22     | 14     | 6      | 52,38      | 2º          |
| Totale Juventus            | Totale Juventus            | Totale Juventus            | 84         | 50         | 23         | 11         |                 | 6               | 3               | 1               | 2               |                    | 24                 | 10                 | 9                  | 5                  |               | -           | -           | -           | -           | 114    | 63     | 33     | 18     | 55,26      |             |
| nov. 2001-2002             | Milan                      | A                          | 25         | 10         | 10         | 5          | CI              | 6               | 3               | 2               | 1               | CU                 | 8                  | 4                  | 1                  | 3                  | -             | -           | -           | -           | -           | 39     | 17     | 13     | 9      | 43,59      | Sub. 4º     |
| 2002-2003                  | Milan                      | A                          | 34         | 18         | 7          | 9          | CI              | 8               | 4               | 4               | 0               | UCL                | 19                 | 10                 | 4                  | 5                  | -             | -           | -           | -           | -           | 61     | 32     | 15     | 14     | 52,46      | 3º          |
| 2003-2004                  | Milan                      | A                          | 34         | 25         | 7          | 2          | CI              | 6               | 4               | 0               | 2               | UCL                | 10                 | 5                  | 2                  | 3                  | SI+SU+CInt    | 1+1+1       | 0+1+0       | 1+0+1       | 0+0+0       | 53     | 35     | 11     | 7      | 66,04      | 1º          |
| 2004-2005                  | Milan                      | A                          | 38         | 23         | 10         | 5          | CI              | 4               | 3               | 0               | 1               | UCL                | 13                 | 9                  | 2                  | 2                  | SI            | 1           | 1           | 0           | 0           | 56     | 36     | 12     | 8      | 64,29      | 2º          |
| 2005-2006                  | Milan                      | A                          | 38         | 28         | 4          | 6          | CI              | 4               | 3               | 0               | 1               | UCL                | 12                 | 5                  | 5                  | 2                  | -             | -           | -           | -           | -           | 54     | 36     | 9      | 9      | 66,67      | 3º          |
| 2006-2007                  | Milan                      | A                          | 38         | 19         | 12         | 7          | CI              | 6               | 3               | 1               | 2               | UCL                | 15                 | 9                  | 3                  | 3                  | -             | -           | -           | -           | -           | 59     | 31     | 16     | 12     | 52,54      | 4º          |
| 2007-2008                  | Milan                      | A                          | 38         | 18         | 10         | 10         | CI              | 2               | 0               | 1               | 1               | UCL                | 8                  | 4                  | 2                  | 2                  | SU+Cmc        | 1+2         | 1+2         | 0+0         | 0+0         | 51     | 25     | 13     | 13     | 49,02      | 5º          |
| 2008-2009                  | Milan                      | A                          | 38         | 22         | 8          | 8          | CI              | 1               | 0               | 0               | 1               | CU                 | 8                  | 4                  | 4                  | 0                  | -             | -           | -           | -           | -           | 47     | 26     | 12     | 9      | 55,32      | 3º          |
| Totale Milan               | Totale Milan               | Totale Milan               | 283        | 163        | 68         | 52         |                 | 37              | 20              | 8               | 9               |                    | 93                 | 50                 | 23                 | 20                 |               | 7           | 5           | 2           | 0           | 420    | 238    | 101    | 81     | 56,67      |             |
| 2009-2010                  | Chelsea                    | PL                         | 38         | 27         | 5          | 6          | FACup+CdL       | 6+3             | 6+2             | 0+1             | 0+0             | UCL                | 8                  | 4                  | 2                  | 2                  | CS            | 1           | 0           | 1           | 0           | 56     | 39     | 9      | 8      | 69,64      | 1º          |
| 2010-2011                  | Chelsea                    | PL                         | 38         | 21         | 8          | 9          | FACup+CdL       | 3+1             | 1+0             | 2+0             | 0+1             | UCL                | 10                 | 6                  | 1                  | 3                  | CS            | 1           | 0           | 0           | 1           | 53     | 28     | 11     | 14     | 52,83      | 2º          |
| Totale Chelsea             | Totale Chelsea             | Totale Chelsea             | 76         | 48         | 13         | 15         |                 | 13              | 9               | 3               | 1               |                    | 18                 | 10                 | 3                  | 5                  |               | 2           | 0           | 1           | 1           | 109    | 67     | 20     | 22     | 61,47      |             |
| gen.-giu. 2012             | Paris Saint-Germain        | L1                         | 19         | 11         | 6          | 2          | CF+CdL          | 4+0             | 3               | 0               | 1               | UEL                | -                  | -                  | -                  | -                  | -             | -           | -           | -           | -           | 23     | 14     | 6      | 3      | 60,87      | Sub. 2º     |
| 2012-2013                  | Paris Saint-Germain        | L1                         | 38         | 25         | 8          | 5          | CF+CdL          | 4+2             | 3+1             | 1+1             | 0+0             | UCL                | 10                 | 6                  | 3                  | 1                  | -             | -           | -           | -           | -           | 54     | 35     | 13     | 6      | 64,81      | 1º          |
| Totale Paris Saint-Germain | Totale Paris Saint-Germain | Totale Paris Saint-Germain | 57         | 36         | 14         | 7          |                 | 10              | 7               | 2               | 1               |                    | 10                 | 6                  | 3                  | 1                  |               | -           | -           | -           | -           | 77     | 49     | 19     | 9      | 63,64      |             |
| 2013-2014                  | Real Madrid                | PD                         | 38         | 27         | 6          | 5          | CR              | 9               | 8               | 1               | 0               | UCL                | 13                 | 11                 | 1                  | 1                  | -             | -           | -           | -           | -           | 60     | 46     | 8      | 6      | 76,67      | 3º          |
| 2014-2015                  | Real Madrid                | PD                         | 38         | 30         | 2          | 6          | CR              | 4               | 2               | 1               | 1               | UCL                | 12                 | 8                  | 2                  | 2                  | SS+SU+Cmc     | 2+1+2       | 0+1+2       | 1+0+0       | 1+0+0       | 59     | 43     | 6      | 10     | 72,88      | 2º          |
| 2016-2017                  | Bayern Monaco              | BL                         | 34         | 25         | 7          | 2          | CG              | 5               | 4               | 0               | 1               | UCL                | 10                 | 6                  | 0                  | 4                  | SG            | 1           | 1           | 0           | 0           | 50     | 36     | 7      | 7      | 72,00      | 1º          |
| lug.-set. 2017             | Bayern Monaco              | BL                         | 6          | 4          | 1          | 1          | CG              | 1               | 1               | 0               | 0               | UCL                | 2                  | 1                  | 0                  | 1                  | SG            | 1           | 0           | 1           | 0           | 10     | 6      | 2      | 2      | 60,00      | Eson.       |
| Totale Bayern Monaco       | Totale Bayern Monaco       | Totale Bayern Monaco       | 40         | 29         | 8          | 3          |                 | 6               | 5               | 0               | 1               |                    | 12                 | 7                  | 0                  | 5                  |               | 2           | 1           | 1           | 0           | 60     | 42     | 9      | 9      | 70,00      |             |
| 2018-2019                  | Napoli                     | A                          | 38         | 24         | 7          | 7          | CI              | 2               | 1               | 0               | 1               | UCL+UEL            | 6+6                | 2+3                | 3+0                | 1+3                | -             | -           | -           | -           | -           | 52     | 30     | 10     | 12     | 57,69      | 2º          |
| lug.-dic. 2019             | Napoli                     | A                          | 15         | 5          | 6          | 4          | CI              | 0               | 0               | 0               | 0               | UCL                | 6                  | 3                  | 3                  | 0                  | -             | -           | -           | -           | -           | 21     | 8      | 9      | 4      | 38,10      | Eson.       |
| Totale Napoli              | Totale Napoli              | Totale Napoli              | 53         | 29         | 13         | 11         |                 | 2               | 1               | 0               | 1               |                    | 18                 | 8                  | 6                  | 4                  |               | -           | -           | -           | -           | 73     | 38     | 19     | 16     | 52,05      |             |
| dic. 2019-2020             | Everton                    | PL                         | 20         | 8          | 6          | 6          | FACup+CdL       | 1+0             | 0               | 0               | 1               | -                  | -                  | -                  | -                  | -                  | -             | -           | -           | -           | -           | 21     | 8      | 6      | 7      | 38,10      | Sub. 12º    |
| 2020-2021                  | Everton                    | PL                         | 38         | 17         | 8          | 13         | FACup+CdL       | 4+4             | 3+3             | 0+0             | 1+1             | -                  | -                  | -                  | -                  | -                  | -             | -           | -           | -           | -           | 46     | 23     | 8      | 15     | 50,00      | 10º         |
| Totale Everton             | Totale Everton             | Totale Everton             | 58         | 25         | 14         | 19         |                 | 9               | 6               | 0               | 3               |                    | -                  | -                  | -                  | -                  |               | -           | -           | -           | -           | 67     | 31     | 14     | 22     | 46,27      |             |
| 2021-2022                  | Real Madrid                | PD                         | 38         | 26         | 8          | 4          | CR              | 3               | 2               | 0               | 1               | UCL                | 13                 | 9                  | 0                  | 4                  | SS            | 2           | 2           | 0           | 0           | 56     | 39     | 8      | 9      | 69,64      | 1º          |
| 2022-2023                  | Real Madrid                | PD                         | 38         | 24         | 6          | 8          | CR              | 6               | 5               | 0               | 1               | UCL                | 12                 | 8                  | 2                  | 2                  | SS+SU+Cmc     | 2+1+2       | 0+1+2       | 1+0+0       | 1+0+0       | 61     | 40     | 9      | 12     | 65,57      | 2º          |
| 2023-2024                  | Real Madrid                | PD                         | 38         | 29         | 8          | 1          | CR              | 2               | 1               | 0               | 1               | UCL                | 13                 | 9                  | 4                  | 0                  | SS            | 2           | 2           | 0           | 0           | 55     | 41     | 12     | 2      | 74,55      | 1º          |
| 2024-2025                  | Real Madrid                | PD                         | 38         | 26         | 6          | 6          | CR              | 6               | 4               | 1               | 1               | UCL                | 14                 | 8                  | 0                  | 6                  | SS+SU+CIF+Cmc | 2+1+1+0     | 1+1+1       | 0+0+0       | 1+0+0       | 62     | 42     | 7      | 14     | 67,74      | 2º          |
| Totale Real Madrid         | Totale Real Madrid         | Totale Real Madrid         | 228        | 162        | 36         | 30         |                 | 30              | 22              | 3               | 5               |                    | 77                 | 52                 | 9                  | 16                 |               | 18          | 13          | 2           | 3           | 353    | 250    | 50     | 53     | 70,82      |             |
| Totale carriera            | Totale carriera            | Totale carriera            | 985        | 591        | 223        | 171        |                 | 125             | 79              | 20              | 26              |                    | 262                | 149                | 56                 | 57                 |               | 33          | 19          | 8           | 6           | 1 405  | 837    | 308    | 260    | 59,57      |             |

#### Nazionale brasiliana
Statistiche aggiornate al 5 giugno 2025.
| Squadra | Naz                | dal            | al        | Record | Record | Record | Record | Record | Record | Record | Record     |
| Squadra | Naz                | dal            | al        | G      | V      | N      | P      | GF     | GS     | DR     | % Vittorie |
| ------- | ------------------ | -------------- | --------- | ------ | ------ | ------ | ------ | ------ | ------ | ------ | ---------- |
| Brasile | Brasile (bandiera) | 26 maggio 2025 | in carica | 2      | 1      | 1      | 0      | 1      | 0      | +1     | 50,00      |

#### Nazionale brasiliana nel dettaglio
| 2025           | Brasile        | Qual. Mondiale 2026 | Sub., in corso | 2 | 1 | 1 | 0 | 50,00 | 1 | 0 | +1 |
| Dal 2025       | Brasile        | Amichevoli          |                | 0 | 0 | 0 | 0 | —     | 0 | 0 | 0  |
| Totale Brasile | Totale Brasile | Totale Brasile      | Totale Brasile | 2 | 1 | 1 | 0 | 50,00 | 1 | 0 | +1 |

#### Panchine da commissario tecnico della nazionale brasiliana
| Cronologia completa delle presenze e delle reti in nazionale ― Brasile | Cronologia completa delle presenze e delle reti in nazionale ― Brasile | Cronologia completa delle presenze e delle reti in nazionale ― Brasile | Cronologia completa delle presenze e delle reti in nazionale ― Brasile | Cronologia completa delle presenze e delle reti in nazionale ― Brasile | Cronologia completa delle presenze e delle reti in nazionale ― Brasile | Cronologia completa delle presenze e delle reti in nazionale ― Brasile | Cronologia completa delle presenze e delle reti in nazionale ― Brasile |
| Data                                                                   | Città                                                                  | In casa                                                                | Risultato                                                              | Ospiti                                                                 | Competizione                                                           | Reti                                                                   | Note                                                                   |
| ---------------------------------------------------------------------- | ---------------------------------------------------------------------- | ---------------------------------------------------------------------- | ---------------------------------------------------------------------- | ---------------------------------------------------------------------- | ---------------------------------------------------------------------- | ---------------------------------------------------------------------- | ---------------------------------------------------------------------- |
| 6-6-2025                                                               | Guayaquil                                                              | Ecuador                                                                | 0 – 0                                                                  | Brasile                                                                | Qual. Mondiali 2026                                                    | -                                                                      | Cap: Marquinhos                                                        |
| 10-6-2025                                                              | San Paolo                                                              | Brasile                                                                | 1 – 0                                                                  | Paraguay                                                               | Qual. Mondiali 2026                                                    | Vinícius Júnior                                                        | Cap: Marquinhos                                                        |
| Totale                                                                 |                                                                        | Presenze                                                               | 2                                                                      |                                                                        | Reti                                                                   | 1                                                                      |                                                                        |

### Record
- Unico allenatore ad avere vinto i cinque principali campionati europei (Serie A, Premier League, Ligue 1, Bundesliga, Primera División).
- Allenatore ad avere vinto più competizioni UEFA per club (11).
- Allenatore ad avere vinto più UEFA Champions League (5).
- Allenatore ad avere vinto più volte la Supercoppa UEFA (5).
- Allenatore ad avere vinto più partite in UEFA Champions League (127).
- Allenatore con più presenze in UEFA Champions League (211).
- Allenatore con più finali in UEFA Champions League (6).
- Allenatore con più semifinali in UEFA Champions League (11).
- Allenatore con più quarti di finale in UEFA Champions League (15).
- Uno dei tre allenatori con più qualificazioni agli ottavi di finale in UEFA Champions League/Coppa dei Campioni (17) assieme a Alex Ferguson e Arsène Wenger.
- È uno dei 7 allenatori, insieme a Ernst Happel, Ottmar Hitzfeld, José Mourinho, Jupp Heynckes, Pep Guardiola e Luis Enrique, ad aver vinto la UEFA Champions League con due squadre diverse, ma l'unico ad averla vinta due volte con entrambe le squadre.
- È uno dei 7 allenatori, insieme a Miguel Muñoz, Giovanni Trapattoni, Johan Cruijff, Frank Rijkaard, Pep Guardiola e Zinédine Zidane, ad aver vinto la UEFA Champions League sia da calciatore che da allenatore.[149]
- Allenatore con più titoli (15) nella storia del Real Madrid.
- Allenatore ad aver vinto più partite nei cinque maggiori campionati europei (575).

## Palmarès

### Giocatore

#### Club

##### Competizioni nazionali
- Coppa Italia: 4

Roma: 1979-1980, 1980-1981, 1983-1984, 1985-1986
- Campionato italiano: 3

Roma: 1982-1983
Milan: 1987-1988, 1991-1992
- Supercoppa italiana: 1

Milan: 1988

##### Competizioni internazionali
- Coppa dei Campioni: 2

Milan: 1988-1989, 1989-1990
- Supercoppa UEFA: 2

Milan: 1989, 1990
- Coppa Intercontinentale: 2

Milan: 1989, 1990

### Allenatore

#### Club

##### Competizioni nazionali
- Coppa Italia: 1

Milan: 2002-2003
- Campionato italiano: 1

Milan: 2003-2004
- Supercoppa italiana: 1

Milan: 2004
- Community Shield: 1

Chelsea: 2009
- Campionato inglese: 1

Chelsea: 2009-2010
- Coppa d'Inghilterra: 1

Chelsea: 2009-2010
- Campionato francese: 1

Paris Saint-Germain: 2012-2013
- Coppa di Spagna: 2

Real Madrid: 2013-2014, 2022-2023
- Supercoppa di Germania: 2

Bayern Monaco: 2016, 2017
- Campionato tedesco: 1

Bayern Monaco: 2016-2017
- Supercoppa di Spagna: 2

Real Madrid: 2022, 2024
- Campionato spagnolo: 2

Real Madrid: 2021-2022, 2023-2024

##### Competizioni internazionali
- Coppa Intertoto UEFA: 1

Juventus: 1999
- UEFA Champions League: 5  (record)

Milan: 2002-2003, 2006-2007
Real Madrid: 2013-2014, 2021-2022, 2023-2024
- Supercoppa UEFA: 5  (record)

Milan: 2003, 2007
Real Madrid: 2014, 2022, 2024
- Coppa del mondo per club: 3

Milan: 2007
Real Madrid: 2014, 2022
- Coppa Intercontinentale FIFA: 1  (record)

Real Madrid: 2024

#### Individuale
- Oscar del calcio AIC: 2

Miglior allenatore: 2001, 2004
- Panchina d'oro: 2

2002-2003, 2003-2004
- Panchina d'oro speciale: 1

2016-2017
- Panchina d'oro alla carriera: 1

2025
- Allenatore dell'anno UEFA: 2

2002-2003, 2021-2022
- Allenatore dell'anno World Soccer: 2

2003, 2024
- Miglior allenatore dell'anno IFFHS: 4 (record condiviso con José Mourinho)

2007, 2014, 2022, 2024
- Trophées UNFP du football: 1

Miglior allenatore della Ligue 1: 2013
- Premio Nazionale Enzo Bearzot: 1

2014
- Inserito nella Hall of Fame del calcio italiano nella categoria Allenatore italiano (2014)

- Globe Soccer Awards: 4

Miglior allenatore dell'anno: 2014, 2022, 2024
Maggior attrazione mediatica: 2014
- Trofeo Miguel Muñoz: 1

2015
- Premio Onze al miglior allenatore europeo dell'anno: 2

2022, 2023
- Trofeo Johan Cruijff: 1

2024
- The Best FIFA Men's Coach: 1

2024

## Opere
- Il mio albero di Natale, BUR Rizzoli, 2014, ISBN 978-8817076777.
- Il leader calmo. Come conquistare menti, cuori e vittorie, con Chris Brady e Mike Forde, BUR Rizzoli, 2017, ISBN 978-8817095907.
- Preferisco la coppa. Vita, partite e miracoli di un normale fuoriclasse, con Alessandro Alciato, Baldini+Castoldi, 2019, ISBN 978-8893882675.